# WWF Wrestling Challenge
WWF Wrestling Challenge was een wekelijkse professioneel worsteltelevisieprogramma dat geproduceerd werd door de World Wrestling Federation. Het programma werd gesyndiceerd uitgezonden en liep van 1986 tot 1995. In 1995 werd het programma vernoemd tot WWF Challenge.
Het programma werd gekenmerkt met wedstrijden, interviews en af en toe werden er samenvatting weergegeven van andere WWF-programma's. Het programma promootte ook datums van WWF-evenementen en house shows.

## Geschiedenis
Wrestling Challenge startte op 7 september 1986 en verving All-Star Wrestling.
Naar aanleiding van het debuut van het programma werd er ook verscheidene interviewsegmenten geïntroduceerd op de ring en die werden gepresenteerd door bekende worstelaars. 
- Jake "The Snake" Roberts presenteerde de The Snake Pit.
- Roddy Piper presenteerde de Piper's Pit.
- Brother Love presenteerde de The Brother Love Show, dat in 1988 debuteerde.
- Jerry Lawler presenteerde de The King's Court, dat in 1993 debuteerde.

Het programma werd becommentarieerd door bekende commentatoren waaronder Gorilla Monsoon, Ernie Ladd, Bobby "The Brain" Heenan, Jim Ross en Ted DiBiase.